# Phare de Malmö (ancien)
Le phare de Malmö (en suédois : Malmö inre fyr) est un ancien phare situé au port de Malmö, de la commune de Malmö, dans le comté de Scanie (Suède).
Le phare de Malmö est inscrit au répertoire des sites et monuments historiques par la Direction nationale du patrimoine de Suède .

## Histoire
Depuis 1822, il y avait un feu sur une tour bois de 14 m de haut dans le port de Malmö. Le feu a été reconstruit plus tard avec une lanterne plus petite.
Le feu a été remplacé, en 1878, par le nouveau phare en fonte. Il se trouve dans le port intérieur de Malmö, en tête de l'avant port. Il a fonctionné au gaz d'acétylène puis au pétrole. En 1924, le phare a été électrifié. En 1928, la lentille de 500 mm a été remplacée par une de 1 000 mm. En 1934, il a été automatisé et désactivé dès 1983.
Le feu n'est plus en opération aujourd'hui. Son système optique est démonté, mais une lumière, avec une ampoule simple, est dirigée vers la ville, en tant qu'attraction touristique.

## Description
Le phare  est une tour octogonale en fonte de 20,2 mètres de haut, avec une galerie et une lanterne, montée sur un soubassement. Le phare est peint en blanc avec deux bandes rouges et la lanterne est noire. Il émettait, à une hauteur focale de 20,8 mètres, une lumière d'une portée nominale de 14 milles nautiques (environ 26 km).
Identifiant : ARLHS : SWE-045 ; SV-6810 - ex-Amirauté : C2359.
|                    |
| Le phare (la nuit) |

|          |
| Le phare |

### Lien connexe
- Liste des phares de Suède